# Rio-Negromuggenvanger
De Rio-Negromuggenvanger (Polioptila facilis) is een zangvogel uit de familie Polioptilidae (muggenvangers).

## Verspreiding en leefgebied
Deze soort komt voor van zuidelijk Venezuela tot uiterst noordoostelijk Brazilië.